# 圖勒島
59°27′S 27°18′W / 59.450°S 27.300°W

圖勒島是大西洋的島嶼，位於庫克島和別林斯高晉島附近，屬於南桑威奇群島的一部分，長7公里、寬5公里，面積14平方公里，海拔高度710米，島上無人居住。

## 外部連結
- "Thule Islands" at Global Volcanism Program（页面存档备份，存于）
- Thule Islands, South Sandwich Islands
- Thule Island at OceanDots.com（页面存档备份，存于）